# Lemonading
Lemonading ist ein psychologisches Werkzeug, mit dem schwierige Probleme besser bewältigt werden können, wenn den damit verbundenen Herausforderungen auf spielerische und kreative Weise begegnet wird.

## Wortursprung
Die Bezeichnung geht auf die Redewendung „Wenn Dir das Leben Zitronen gibt, mach Limonade draus“ zurück. Sie ist der Titel eines Buchs von Virginia Euwer Wolff, für das die Autorin in den USA mehrfache Auszeichnungen erhielt.

## Forschungen der  Oregon State University
Während der Covid-Pandemie haben Forschende der Oregon State University im Februar 2021 insgesamt 503 Amerikanerinnen und Amerikaner zu ihren Erfahrungen befragt, um zu ergründen, wie verspielt oder ernst Menschen auf schwierige Situationen reagieren, und die daraus resultierenden Auswirkungen untersucht.
Die Befragungen bezogen sich schwerpunktmäßig auf die nachfolgenden Themenbereiche:
- Soziale Unterstützung während der Pandemie,
- Wahrnehmung des Infektionsrisikos,
- Erwartungen, dass sich die Situation bessert oder nicht,
- Einschätzung der eigenen Verspieltheit hinsichtlich Spontaneität, Hemmungslosigkeit und Motivation zum Spaß,
- Reaktionen der Befragten.

Anschließend verglichen die Forschenden die Ergebnisse, um die Erfahrungsunterschiede festzustellen.

## Auswertung der Studie
Alle Befragten gaben an, sich während der Pandemie verletzlich und isoliert gefühlt zu haben.
Die Studie offenbarte jedoch folgende Erkenntnis: Je verspielter die Teilnehmenden waren, desto kreativer und aktiver gingen sie mit schwierigen Situation um. Sie schauten optimistischer in die Zukunft und auf die Rückkehr zur Normalität, ohne jedoch die Risiken der Pandemie zu unterschätzen.
Verspielte Menschen sind eher in der Lage, die Fähigkeit zu entwickeln, auch in schweren Zeiten Gelegenheiten für positive Erfahrungen zu erkennen und selbst zu erzeugen. Sie können besser ihre Gedanken und Handlungen auf kreative Lösungen ausrichten.
Auch Psychologen tendieren in diese Richtung und bestätigen, dass verspielte Menschen Hindernisse eher als Spaß-Anreiz empfinden und mit viel Einfallsreichtum kreative Lösungen für schwierige Situationen finden.